# Lîhosilka, Ciudniv
Lîhosilka (în ucraineană Лихосілка) este un sat în comuna Burkivți din raionul Ciudniv, regiunea Jîtomîr, Ucraina.

## Demografie
Componența lingvistică a localității Lîhosilka
     Ucraineană (100%)
Conform recensământului din 2001, toată populația localității Lîhosilka era vorbitoare de ucraineană (100%).